# Ergavia carinenta
Ergavia carinenta är en fjärilsart som beskrevs av Pieter Cramer 1777. Ergavia carinenta ingår i släktet Ergavia och familjen mätare. Inga underarter finns listade i Catalogue of Life.